# Qui
Qui (italienisch für „hier“) ist ein 16-mm-Kurzfilm von Luca Guadagnino aus dem Jahr 1997.
Der Film hat eine Länge von 14 Minuten und zeigt in einem langen Take ein Paar beim Sex. Es ist der erste Film Guadagninos, der öffentlich aufgeführt wurde. Gezeigt wurde er auf dem Taormina Film Fest 1997, wo er einen kleinen Skandal hervorrief.

## Produktion
Die beiden Protagonisten, Er und Sie, werden von Claudio Gioè, der hier sein Filmdebüt hat, und von Zita Donini verkörpert. Für Donini blieb es der einzige Auftritt in einem Film, Gioè spielte danach noch Nebenrollen in Guadagninos folgendem Filmen The Protagonists (1999) und Mundo civilizado (2003), der am Locarno Film Festival uraufgeführt wurde. Kameramann Paolo Bravi war ebenfalls an The Protagonists beteiligt. 
Editor des Films war Walter Fasano, der in der Folge an neun weiteren Filmen Guadagninos als Editor beteiligt war. Roberto de Angelis war Artdirector und verantwortlich für das Product Design. Kip Hanrahan, der Filmkomponist von I Am Love, singt das Lied Don’t complicate the life.

## Zitat
„Guadagnino’s films insist on sensual pleasure and human tenderness, alloying the bodily passions with self-discovery.“